# 特蕾瑟·托里耶松
特蕾瑟·托里耶松（瑞典語：Therese Torgersson，1976年3月28日—），瑞典女子帆船运动员。她曾代表瑞典参加2000年、2004年和2008年夏季奥林匹克运动会帆船比赛，获得一枚铜牌。